# مارگاریتا فیشر
مارگاریتا فیشر (انگلیسی: Margarita Fischer؛ ۱۲ فوریهٔ ۱۸۸۶ – ۱۱ مارس ۱۹۷۵) یک هنرپیشه اهل ایالات متحده آمریکا بود.